# Hans Lie
Hans Lie, voluit Hans Lie A Njoek (Nieuw-Nickerie, 21 januari 1941 – Tilburg, 30 april 2022), was een Surinaams-Nederlands kunstschilder en beeldhouwer. Hij woonde en werkte vanaf 1972 in Nederland.

## Biografie

### Studie in Nederland
Hans Lie ging in 1958 naar Nederland om te studeren Tilburg, alwaar hij zijn MO-akte tekenen behaalde op de Academie voor Beeldende Vorming. Ook studeerde hij aan het Nationaal Hoger Instituut voor Schone Kunsten in Antwerpen. Na zijn studietijd werd hij leraar aan het Vrije Atheneum van onderwijspionier Jan Theunissen. Daarnaast gaf hij les aan de Surinaamse Academie voor Beeldende Kunsten.

### Carrière in Suriname
Tekenen en schilderen deed hij traditioneel op papier en linnen, voor sculpturen en metalen plastieken gebruikte hij een bepaalde lastechniek. Hij exposeerde meermaals solo, en gezamenlijk tijdens de Nationale Kunstbeurs op Ons Erf, waarvan hij in 1965 samen met Richard de Keyzer aan de wieg stond. In 1967 werd hij onderscheiden met de Nationale Gouverneur Currie-prijs voor Kunsten en Wetenschappen.
In 1969 ontwierp hij het metalen kunstwerk op de voorgevel van het Frank Essed Gebouw. In de jaren 1970 maakte hij het kunstwerk Uit het moeras verrezen dat in het Wageningen in zijn geboortedistrict Nickerie staat.

### Terug in Nederland
Omdat hij wilde werken in een groter werkgebied keerde hij in 1972 terug naar Tilburg. Sindsdien was hij alleen nog actief als kunstschilder. Hij zette het liefst de verf met onstuimige en driftige penseelstrepen op het doek, maar hanteerde ook een verfijndere stijl. Hij schilderde vaak figuratieve voorstellingen in herkenbare vormen en maakte daarnaast uitstappen naar expressionistische en  abstracte kunst. Hij gebruikte vaak heldere en felle kleuren waarin zijn tropische achtergrond herkenbaar was. In 1979 werd onderscheiden met de Grand Prix d'Art Contemporain voor zijn deelname aan een internationale kunsttentoonstelling in Monaco.
In 2009 werd zijn werk tentoongesteld in House of Arts in Paramaribo, samen met werk van Cliff San A Jong, Ron Flu, Soeki Irodikromo, Dorette Kuster, Paul Chang en Erwin de Vries. Van december 2020 tot en met mei 2021 was onder andere zijn werk te zien in de expositie Surinaamse school. Schilderkunst van Paramaribo tot Amsterdam in het Stedelijk Museum Amsterdam.
Hans Lie overleed op 30 april 2022  in Tilburg op 81-jarige leeftijd.
Postuum werd medio 2024 een groepsexpositie georganiseerd door de Federation of Visual Artists in Suriname (FVAS) waarin ook werk van Lie was opgenomen.